# Xavier Serra Labrado
Xavier Serra Labrado   (Sueca, 1967) és un filòsof i escriptor valencià. És doctor en Filosofia per la Universitat de València i escriu assaigs sobre temes relacionats amb la literatura, l'art i la societat. Ha col·laborat en nombroses revistes com ara Saó, Mirmanda, Afers, El contemporani, L'Espill, Journal of Catalan Intellectual History i Quaderns de filosofia i ciència.

## Trajectòria
El 2009 publicà en l'editorial Afers Biografies parcials. Els 70 al País Valencià, llibre que inclou una col·lecció de retrats de personatges que han tingut repercussió sobre l'economia, la política i la cultura al País Valencià, com l'escriptor Josep Lozano, l'historiador Francesc Pérez Moragón i el pintor Manuel Boix.
L'any 2011 aparegué el segon volum d'aquesta sèrie amb el títol Biografies parcials. Nascuts abans de la guerra, amb els retrats del pintor Doro Balaguer, l'historiador Pere Maria Orts, el crític literari Josep Iborra, el romanista Germà Colón i el geògraf Vicenç Rosselló.
El tercer volum, que va sortir el 2015, titulat Biografies parcials. L'època crítica, conté les semblances de Joan Francesc Mira, el fotògraf Francesc Jarque, Raimon, el filòsof Josep Lluís Blasco i el medievalista Albert Hauf. El quart volum, Biografies parcials. Impuls, va sortir el 2018 i tanca la sèrie amb les vides de l'actriu Pepa López, el professor Dominic Keown, l'editor Vicent Olmos, la soprano Enedina Lloris i el periodista Vicent Partal.

## Obra publicada
- Biografies parcials. Els 70 al País Valencià (2009)
- Història social de la filosofia catalana (2010)
- Biografies parcials. Nascuts abans de la guerra (2011)
- A peu de foto (2012)
- La tertúlia de Joan Fuster (2012)
- La filosofia en la cultura catalana (2013)
- Biografies parcials. L'època crítica (2015)
- Biografies parcials. Impuls (2018)[3][4]
- Espurna.  Catarroja: Afers, 2021. ISBN 978-84-18618-00-0.[5]
- El vicecònsol. Catarroja. Afers, 2022. ISBN 978-84-18618-21-5
- Final d'imperi. Catarroja. Afers, 2024.